# Rue Nationale (Villefranche-sur-Saône)
Pour les articles homonymes, voir Rue et Place Nationale.
La rue Nationale est l'une des rues de la ville de Villefranche-sur-Saône.

## Situation et accès

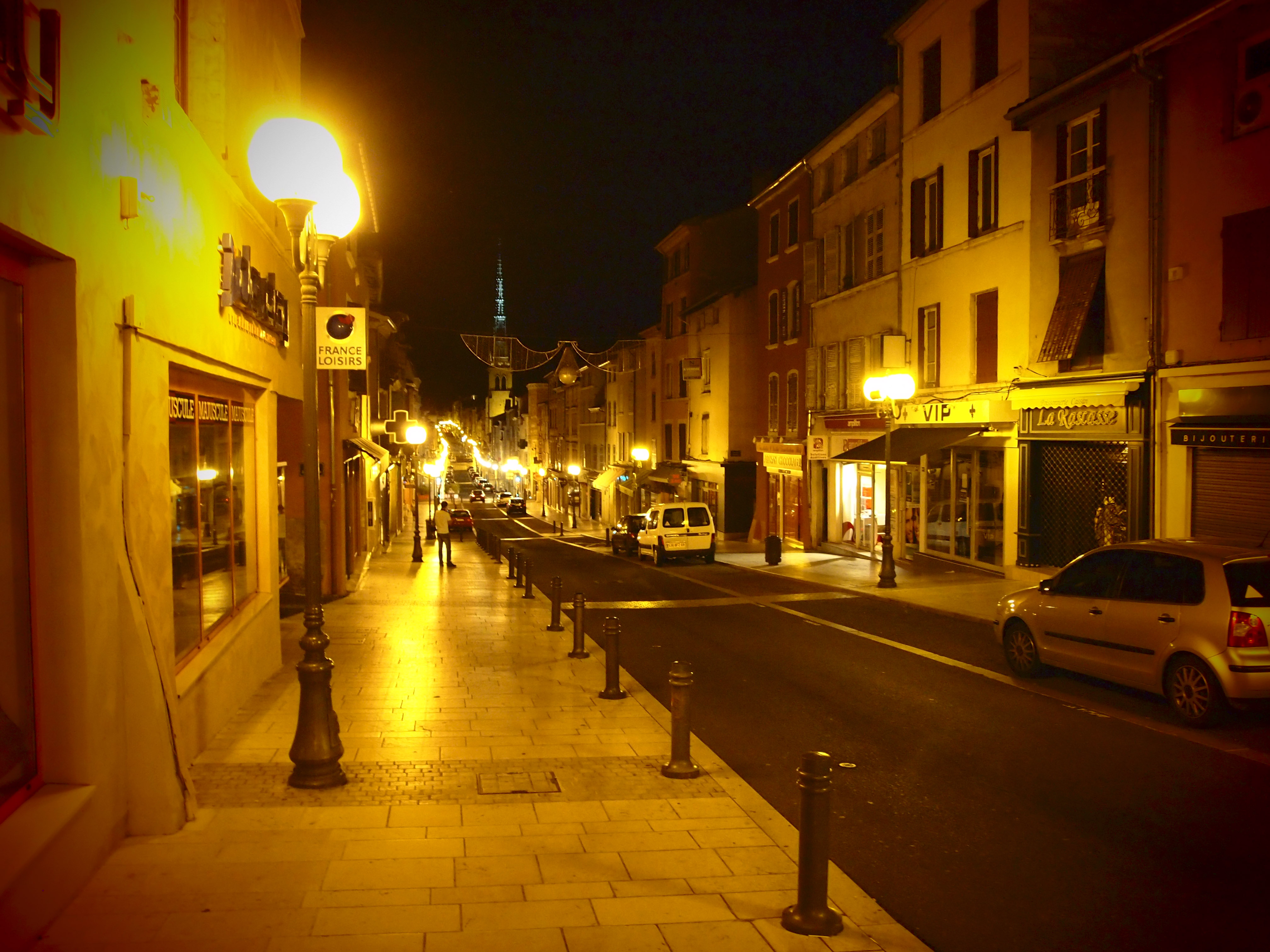
Le sud de la rue Nationale la nuit.

La rue Nationale est une rue commerçante, située dans l'hypercentre de Villefranche-sur-Saône. Elle est longue de 1,02 kilomètre et forme une cuvette. En son point le plus bas, se trouve la collégiale Notre-Dame-des-Marais. Elle a longtemps été la voie principale pour relier la ville de Lyon. La rue est devenue en sens unique et la circulation se fait uniquement dans le sens Sud-Nord.

## Historique
Principale artère de la cité, elle s'est successivement appelée « rue Royale », « rue Impériale » puis « rue Nationale ».
Le 13 mars 1815, Napoléon traverse la rue Nationale pour se diriger vers Paris.

## Bâtiments remarquables et lieux de mémoire
- Collégiale Notre-Dame-des-Marais ;
- Ancien hôtel de ville de Villefranche-sur-Saône ;
- Au 375, 379 rue Nationale, immeuble inscrit monument historique ;
- Au 510, 514 rue Nationale, immeuble inscrit monument historique ;
- 517, 523 rue Nationale, immeuble inscrit monument historique ;
- 526, 528 rue Nationale, immeuble inscrit et classé monument historique ;
- 588 rue Nationale, immeuble inscrit monument historique ;
- 594 rue Nationale, immeuble inscrit ;
- 634 rue Nationale, immeuble inscrit, ancien hôtel de la Bessée ;
- 673 rue Nationale, immeuble inscrit ;
- 732, 734, 736 rue Nationale, immeuble inscrit ;
- 752 rue Nationale, immeuble inscrit ;
- 789, 793, 797 rue Nationale, immeuble inscrit ;
- 834 rue Nationale, immeuble inscrit ;
- 758, 762 rue Nationale, maison inscrite ;
- 403, 407, 411 rue Nationale, Maison de l'Italien, inscrite monument historique.